# San Cataldo
San Cataldo – miejscowość i gmina we Włoszech, w regionie Sycylia, w prowincji Caltanissetta.
Według danych na rok 2004 gminę zamieszkiwało 23 177 osób, 309 os./km².
Urodził tu się dyplomata papieski abp Alberto Vassallo di Torregrossa.